# Лубно-Шляхецьке
Лубно-Шляхецьке (пол. Łubno Szlacheckie) — село в Польщі, у гміні Тарновець Ясельського повіту Підкарпатського воєводства.
Населення — 461 особа (2011).
У 1975-1998 роках село належало до Кросненського воєводства.

## Демографія
Демографічна структура станом на 31 березня 2011 року:
|          | Загалом | Допрацездатний вік | Працездатний вік | Постпрацездатний вік |
| -------- | ------- | ------------------ | ---------------- | -------------------- |
| Чоловіки | 230     | 51                 | 157              | 22                   |
| Жінки    | 231     | 49                 | 134              | 48                   |
| Разом    | 461     | 100                | 291              | 70                   |